# Les Valeurs de la famille Addams
Pour les articles homonymes, voir La Famille Addams.
Série
La Famille Addams
(1991) La Famille Addams : Les Retrouvailles
(1998)
Pour plus de détails, voir Fiche technique et Distribution.
Les Valeurs de la Famille Addams (Addams Family Values) est un film américain réalisé par Barry Sonnenfeld et sorti en 1993. Il constitue une suite à La Famille Addams (The Addams Family), du même réalisateur, sorti en 1991. Les deux films sont conçus d'après La Famille Addams, œuvre de Charles Addams.
Mercredi et Pugsley Addams sont prêts à tout pour se débarrasser de Puberté, le nouvel enfant de leurs parents Gomez et Morticia. Les choses empirent quand leur nouvelle nourrice, la veuve noire Debbie Jellinsky, décide d'ajouter Oncle Fétide à sa collection.

## Synopsis
Gomez et Morticia Addams engagent une nourrice nommée Debbie Jellinsky pour s'occuper de leur nouvel enfant, Puberté, après les nombreuses tentatives de meurtre de Mercredi et Pugsley.
Ils ignorent cependant que Debbie est une veuve noire psychopathe qui épouse de riches célibataires pour les tuer et s'emparer de leur héritage. Quand Debbie séduit Oncle Fétide, les soupçons de Mercredi grandissent. Pour assurer ses arrières, Debbie manipule Gomez et Morticia en leur faisant croire que leurs enfants veulent aller en colonie de vacances.
Mercredi et Pugsley sont envoyés au camp Chippewa, dirigé par Gary et Becky Granger, deux moniteurs constamment heureux. Là-bas, ils sont mis à l'écart, notamment par Amanda Buckman, une jeune fille pourrie gâtée, à cause de leur apparence et de leur comportement macabre. Joel Glicker, un rat de bibliothèque, est attiré par Mercredi.
Debbie et Fétide se fiancent. Lors de son enterrement de vie de jeune fille, Debbie est répugnée par les membres de la famille Addams. Lors de leur lune de miel, elle tente de tuer Fétide par électrocution, mais échoue. Frustrée, elle le force à couper toute relation avec sa famille. Les parents Addams sont horrifiés en découvrant que Puberté est devenu un bébé blond aux joues roses et aux yeux bleus. Grand-mère diagnostique ce changement comme une conséquence de la situation compliquée de la famille et Gomez tombe en dépression.
Au camp, les moniteurs montent une pièce de théâtre pour Thanksgiving et Mercredi doit jouer Pocahontas. Quand elle refuse d'y participer, elle, Pugsley et Joel sont envoyés dans un bungalow reculé de la colonie où ils sont forcés à regarder Bambi, Fidèle Lassie, La Petite Sirène, La Mélodie du bonheur, The Brady Bunch et Annie. Après cette torture, les trois enfants miment la joie et Mercredi accepte de participer à la pièce. Cependant, pendant la performance, elle met en action un coup monté avec l'aide de son frère et de Joel. Ils capturent Amanda, Gary et Becky et mettent le feu au camp. Plus tard dans la soirée, Mercredi et Joel s'embrassent avant de se séparer et les enfants Addams retournent chez eux dans une camionnette volée.
Debbie essaie de tuer Fétide en faisant exploser leur manoir, mais il survit. Elle sort alors un pistolet et lui révèle qu'elle ne l'a jamais aimé et ne s'intéressait qu'à son argent. La Chose renverse Debbie avec sa propre voiture et aide Fétide à s'échapper. Il retourne à la maison Addams et s'excuse auprès de Gomez, tandis que Mercredi et Pugsley reviennent également, réunissant la famille. Debbie se rend chez les Addams dans une autre voiture et séquestre tous les membres de la famille en les attachant à des chaises électriques. Elle leur révèle alors à l'aide d'une série de diapositives comment, encore enfant, elle a tué ses parents de manière sadique et ses deux premiers maris pour des raisons égoïstes. Mais, avant qu'elle ne puisse exécuter la famille Addams, Puberté, redevenu un Addams, et par une suite d'événements incongrus, parvient à provoquer un court-circuit qui électrocute Debbie.
Plus tard, lors du premier anniversaire de Puberté, Fétide pleure la perte de Debbie mais tombe vite amoureux de Démentia, la nouvelle nourrice du Cousin Machin. Dans le cimetière familial, Mercredi dit à Joel que Debbie était une mauvaise tueuse en série et que si elle-même voulait tuer son mari, elle le ferait mourir de peur. Alors que Joel dépose des fleurs sur la tombe de Debbie, une main émerge de terre et l'attrape. Il hurle et Mercredi sourit.

## Fiche technique
- Titre francophone : Les Valeurs de la Famille Addams
- Titre original : Addams Family Values
- Réalisation : Barry Sonnenfeld
- Scénario : Paul Rudnick, d'après les personnages créés par Charles Addams dont des dessins humoristiques
- Directeur de la photographie : Donald Peterman
- Musique originale : Marc Shaiman
  - Ralph Sall (en), Vic Mizzy (thème)
- Décors : Ken Adam
- Costumes : Theoni V. Aldredge
- Production : Scott Rudin, David Nicksay
- Société de production : Paramount Pictures
- Pays d'origine :  États-Unis
- Format : Couleurs - 1,85:1 - Dolby Surround - 35 mm
- Genre : comédie, fantastique
- Durée : 94 minutes
- Dates de sortie[1] :
  - États-Unis : 19 novembre 1993
  - France : 22 décembre 1993

## Distribution
- Anjelica Huston (VF : Monique Thierry) : Morticia Addams
- Raúl Juliá (VF : Mostéfa Stiti) : Gomez Addams
- Christopher Lloyd (VF : Pierre Hatet) : Fétide Addams (Fester en VO)
- Christina Ricci (VF : Claire Guyot) : Mercredi Addams (Wednesday en VO)
- Jimmy Workman (VF : Jackie Berger) : Pugsley Addams
- Carol Kane (VF : Katy Vail) : Grand-mère
- Joan Cusack (VF : Caroline Beaune) : Debbie Jellinsky
- David Krumholtz (VF : Hervé Rey) : Joel Glicker
- Peter MacNicol : Gary Granger
- Christine Baranski (VF : Nathalie Régnier) : Becky Martin-Granger
- Mercedes McNab (VF : Annabelle Roux) : Amanda Buckman
- Cynthia Nixon : la nounou hippie
- Tony Shalhoub : Jorge, un marin
- Kaitlyn et Kristen Hooper : Puberté Addams (Pubert en VO)
- Carel Struycken : Max (Lurch en VO)
- Christopher Hart : La chose
- Dana Ivey (VF : Nicole Favart) : Margaret Addams
- Sam McMurray : Don Buckman
- Harriet Sansom Harris : Ellen Buckman
- Julie Halston (en) : Mme Glicker
- Barry Sonnenfeld : M. Glicker
- Nathan Lane : le sergent Desk
- John Franklin : Cousin Machin (Cousin Itt en VO)
- Charles Busch (en) : la comtesse Aphasia du Berry
- Laura Esterman : Cousine Ophelia
- Maureen Sue Levin : Flora Amor
- Darlene Levin : Fauna Amor
- David Hyde Pierce : le médecin accoucheur
- Peter Graves : le présentateur de l'émission télé
- Ian Abercrombie : le chauffeur
- Chris Ellis : le livreur de meubles

## Production
Le tournage a lieu en Californie (Pasadena, Long Beach, parc national de Sequoia, péninsule de Palos Verdes, Studio City) .
Michael Jackson a enregistré une chanson spécialement pour le film, Is It Scary. Mais en raison de divers problèmes, le chanteur ne l'a pas finie à temps pour le film. Elle sera finalement présente sur l'album Blood on the Dance Floor: HIStory In The Mix sorti en 1997,.

## Accueil
Le film reçoit des critiques globalement positives. Sur l'agrégateur américain Rotten Tomatoes, il récolte 75% d'opinions favorables pour 114 critiques et une note moyenne de 6,7⁄10. Le consensus du site résume les critiques : « De nouveaux personnages bien développés ajoutent de la dimension à cette satire batty, créant une comédie beaucoup plus substantielle que l'original ». Sur Metacritic, il obtient une note moyenne de 61⁄100 pour 21 critiques.
Du côté du box-office, le film ne réitère pas les résultats du premier film avec seulement 48 919 043 $ sur le sol américain, contre 113 502 426 $ pour le premier volet. En France, Les Valeurs de la famille Addams enregistre 982 079 entrées.